# Car Huan od Hana
Car Huan od Hana, kin. 漢桓帝, py. hàn húan dì, wg. Han Huan-ti, (132.−168.) bio je kineski car iz dinastije Han. Bio je praunuk cara Zhanga.
Na vlast je došao nakon što je godine 146. njegova prethodnika, cara-dijete Zhia otrovo utjecajni dvorjanin Liang Ji. Liang Ji je potom svoju sestru caricu majku Liang uspio nagovoriti da novim carem proglasi 14-godišnjeg Liu Zhija, markiza od Liwua, zaručnika njene sestre Liang Nüying (梁女瑩). Nakon nekoliko godina je car Huan, sve nezadovoljniji autokratskom i nasilnom prirodom Liang Jia, odlučio eliminirati porodicu Liang oslanjajući se na pomoć dvorskih eunuha. Godine 159. je car Huan uspio svrgnut Liang Jia, ali je to za posljedicu imalo naglo jačanje utjecaja eunuha na sve razine vlasti. S vremenom je razina korupcije postala tako velika da su 166. učenici carskih škola organizirali javni protest tražeći od cara da smijeni vodeće dužnosnike. Car Huan je umjesto toga naredio da se demonstranti uhite. Iako je kriza relativno brzo završila, car Huan se u kineskim povijestima smatra lošim vladarom koji je značajno pridonio propasti dinastije nekoliko generacija kasnije.
Kao jedan od najznačajnijih događaja njegove vladavine Hou Hanshu (Povijest Kasnijeg Hana) navodi dolazak rimskog karavana u prijestolnicu Luoyang godine 166. koju je osobno dočekao car Huan.
Car Huan je godine 168. umro u dobi od 36 godina. Nije imao sina, pa ga je naslijedio 11-godišnji rođak Liu Hong, markiz od Jiedutinga, koji će ostati upamćen pod imenom car Ling. Svoju majku, koja nikada nije vladala proglasio je caricom majkom.